# Motor de cuatro cilindros en línea

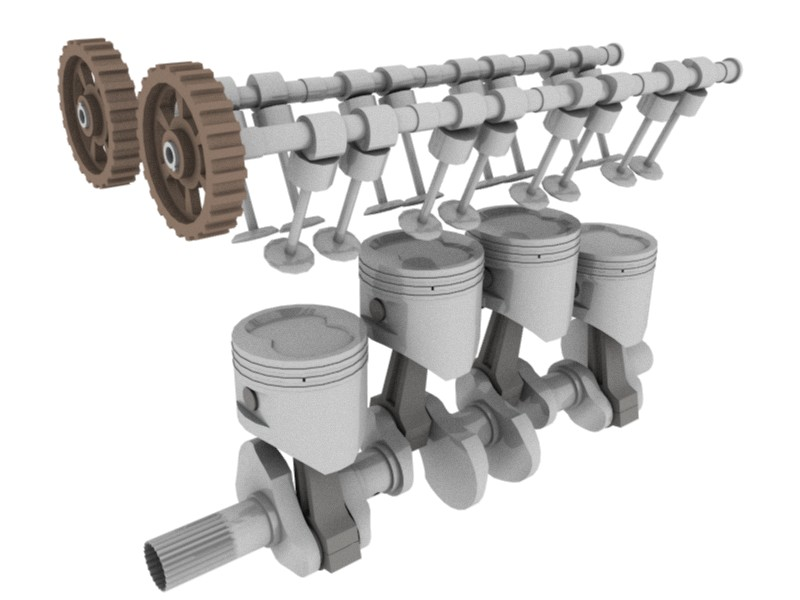
Imagen generada digitalmente que muestra las principales partes móviles internas de un motor de cuatro cilindros en línea, con doble árbol de levas y cuatro válvulas por cilindro.

El motor de cuatro cilindros en línea es un tipo de motor de combustión interna que se caracteriza por tener cuatro cilindros montados en una sola fila. La única bancada de cilindros puede estar orientada en un plano vertical o inclinado, con todos los pistones impulsando un cigüeñal común.
A semejanza de los motores  en V o W (en cuyas denominaciones cortas es habitual usar una letra seguida del número de cilindros), estos motores se suelen designar con las abreviaturas I4 o L4 (L por longitudinal, para evitar confusiones entre el dígito 1 y la letra I).
El diseño de cuatro cilindros en línea está en perfecto equilibrio dinámico primario y posee un grado de simplicidad mecánica que lo hace adecuado para vehículos populares. Sin embargo, sufre un desequilibrio secundario que causa pequeñas vibraciones incluso en los motores más pequeños. Estas vibraciones se vuelven más fuertes a medida que aumenta el tamaño y la potencia del motor, por lo que los motores de mayores prestaciones utilizados en automóviles más grandes generalmente tienen diseños más complejos, con más de cuatro cilindros.
La práctica totalidad de grandes fabricantes de automóviles han producido motores de cuatro cilindros en línea, con algunos diseños de Subaru y de Porsche que han usado motor bóxer de cuatro cilindros como notables excepciones, por lo que cuatro cilindros es generalmente sinónimo y un término más ampliamente utilizado que cuatro cilindros en línea.
Esa es la configuración de motor de explosión más común en los automóviles modernos, mientras que el motor V6 es el segundo más popular. A finales de los años 2000, debido a las estrictas regulaciones gubernamentales que exigían reducir las emisiones de los vehículos y aumentar la eficiencia del combustible, la proporción de vehículos nuevos vendidos en los Estados Unidos con motores de cuatro cilindros (en gran parte del tipo de cuatro en línea) aumentó del 30 por ciento al 47 por ciento entre 2005 y 2008, particularmente en vehículos de tamaño mediano donde un número decreciente de compradores ha elegido la opción V6 de mayor rendimiento.

## Historia

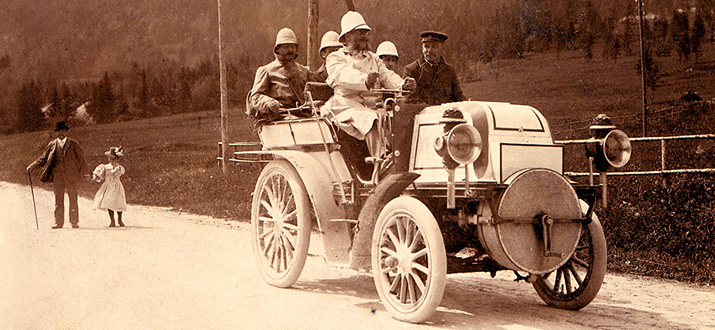
Emil Jellinek al volante de un Daimler con motor Phoenix de cuatro cilindros en línea

El primer motor de explosión aplicado a un automóvil fue el motor monocilíndrico del Motorwagen desarrollado por Karl Benz en 1885, un motor de cuatro tiempos y 954 cc de cilindrada. Sin embargo, el primer motor de cuatro cilindros en línea había sido diseñado por Nikolaus August Otto y Eugen Langen en 1876. En 1895, Charles Brady King presentó en Detroit un prototipo con un motor de cuatro cilindros, pero no fue hasta septiembre de 1898 cuando la Daimler Motoren Gesellschaft le entregó a Emil Jellinek los dos primeros coches del mundo equipados con un motor de cuatro cilindros en línea, un Phoenix de 2.1 litros y 8 HP. Otros fabricantes siguieron el camino marcado por Mercedes, como la compañía francesa Darracq, que lanzó el Darracq 15 HP en 1904, un vehículo equipado con un motor L4 de sorprendentes prestaciones para su época.

Animación de un motor de tres cilindros en línea

Los continuos progresos en la fabricación de motores hicieron que los L4 dejaran de estar reservados para los coches más rápidos, y se hicieran cada vez más populares, desplazando a los mono y bicilíndricos. Así, en una fecha tan temprana como 1908, el Ford T estaba equipado con un motor L4. Este diseño de motor ha sido el más utilizado a partir de entonces, si bien algunos coches económicos posteriores de producción masiva escaparon a esta regla, como el Volkswagen Escarabajo o el Citroën 2CV (con motores bóxer de cuatro y dos cilindros respectivamente).

## Cilindrada

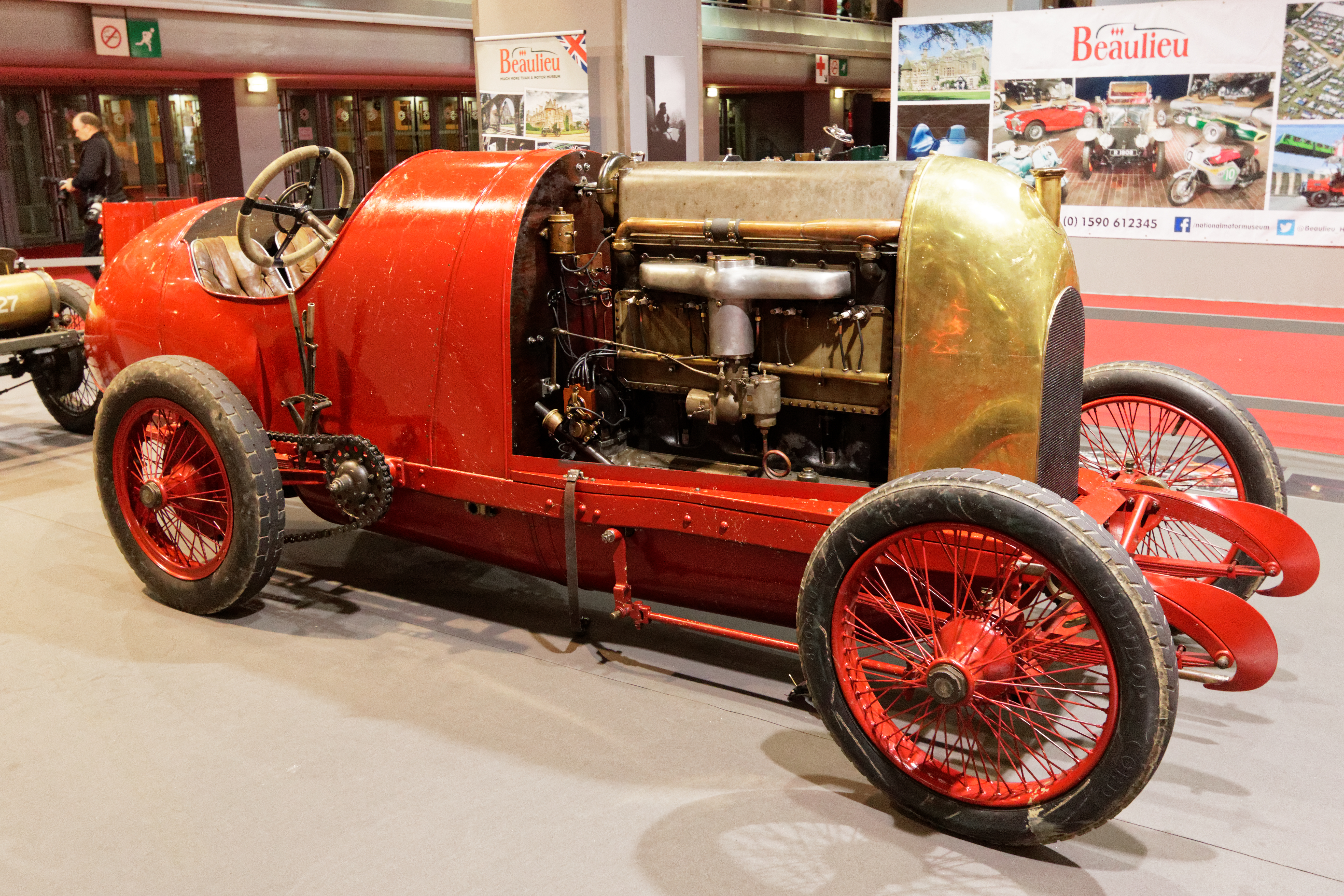
FIAT S76 de 1911

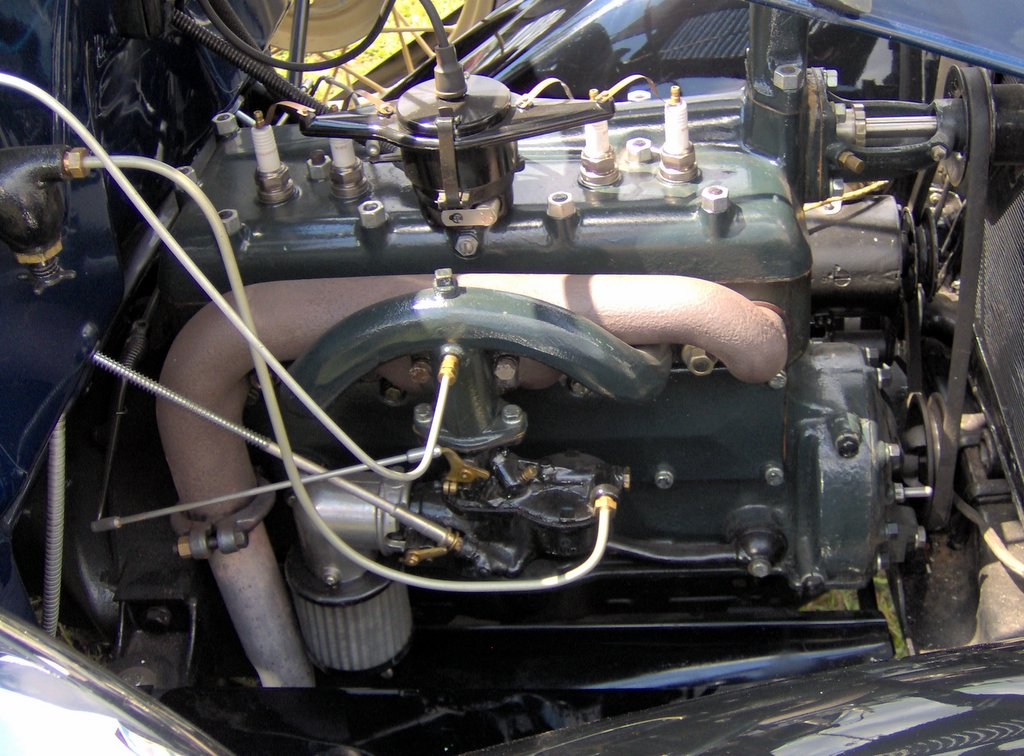
Motor de un Ford Model A

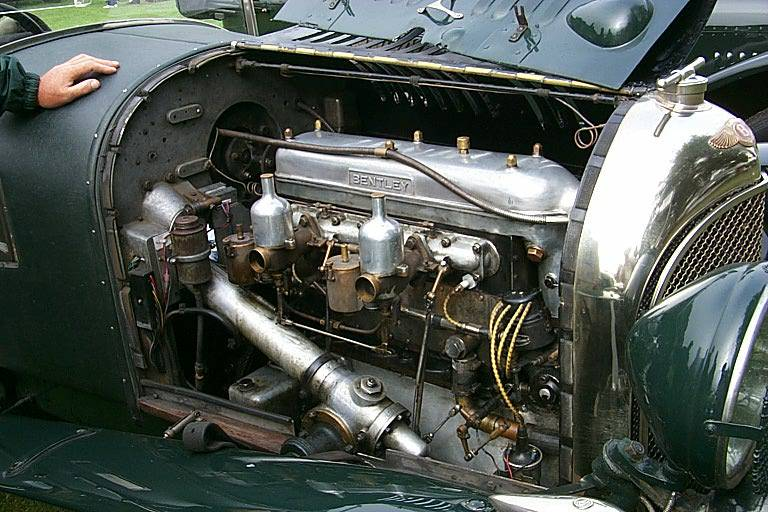
Motor Bentley de 4½ litros

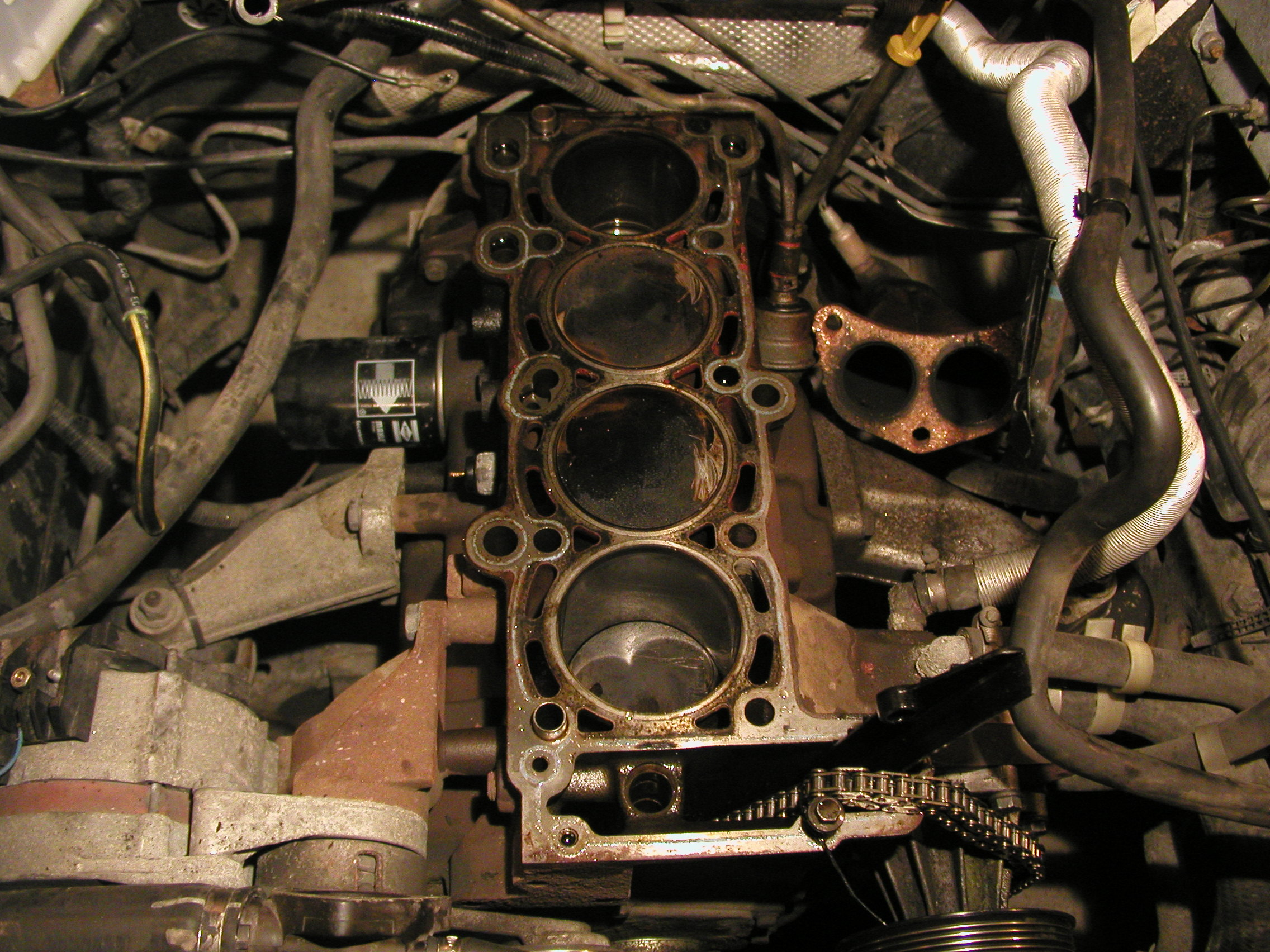
Bloque Ford sin la culata DOHC

Esta configuración se usa habitualmente para los motores de turismos con cilindradas de hasta 3.0 L, aunque existen bastantes excepciones para otros tipos de usos. Porsche, por ejemplo, utilizó un 3.0 L de cuatro cilindros en sus modelos deportivos 944 S2 y 968. Entre los motores L4 de más de 3 litros se incluyen el del Ford A de 1927 (3.3 litros), el International Harvester Scout 1965-1980 (3.2 litros), el Pontiac Tempest 1961-1963 (motor Pontiac L4 3.2 litros de 1965), y en cantidades más pequeñas, el Bentley 4.5 Litros 1927-1931. Algunos de los primeros vehículos diseñados para batir récords de velocidad tenían este tipo de motores, pero con desplazamientos mucho más grandes, como el Blitzen Benz de 1910 (21.5 litros) o el Fiat S76 de 1911 (28.4 litros).
Los motores diésel en línea, con regímenes de giro más bajos que los motores de gasolina, a menudo superan los 3.0 L. Mitsubishi utilizó un motor L4 de 3.2 litros turbodiésel en su Mitsubishi Montero y varios fabricantes de vehículos comerciales ligeros y grandes vehículos de tracción en las cuatro ruedas, como Fiat Powertrain, Isuzu, Nissan, Tata Motors y Toyota han utilizado un motor diésel L4 de 3.0 litros de cilindrada.
Motores de cuatro cilindros en línea más grandes se usan en aplicaciones industriales, como en camiones pequeños y tractores, a menudo con desplazamientos de hasta 5 L. Los motores diésel para uso estacionario, para equipar buques y los utilizados en algunas locomotoras (que funcionan a bajas revoluciones) se construyen en tamaños mucho más grandes.
En general, los fabricantes europeos y asiáticos de camiones con un peso máximo de entre 7,5 y 18 toneladas han utilizado motores diésel de cuatro cilindros en línea con desplazamientos de alrededor de 5 L. El motor MAN D0834 es un L4 de 4.6 litros con 220 HP (164 kilovatios) y 850 N·m, disponible para la camioneta MAN TGL de servicio ligero y las autocaravanas VARIOmobil. La Isuzu Forward es una camioneta de servicio mediano incluía un motor L4 de 5.2 litros que rendía 210 HP (157 kW) y 640 N·m. El Hino Ranger, un camión de servicio mediano, montaba un L4 de 5.1 L que entregaba 175 HP (130 kilovatios) y 630 N·m. El anterior Hino Ranger incluso tenía un L4 de 5.3 L.
El Kubota M135X es un tractor con un L4 de 6.1 L. Este motor turbodiésel tiene un diámetro de 118 mm (4,6 plg) y una carrera relativamente larga de 140 mm (5,5 plg).
Uno de los L4 más potentes es el motor fueraborda turbodiésel Volvo Penta D4-300 de 3.7 L con 300 HP (224 kilovatios) y 700 N·m.
Brunswick Marine construyó un motor de gasolina de 4 cilindros y 3.7 L (designado "470") para su línea Mercruiser de motores interior/fueraborda, con una potencia de 170 HP (127 kilovatios). El bloque se formó a partir de la mitad de un motor V8 Ford de 460 pulgadas cúbicas. Este motor fue producido en la década de 1970 y 1980.
Uno de los motores en línea L4 más grandes es el motor marino MAN B&W 4K90. Este motor de dos tiempos turbodiésel tiene un enorme desplazamiento de 6489 L, gracias a su diámetro de 0,9 metros y a una carrera de 2,5 metros. El motor 4K90 desarrolla 18 280 kW (24 514 caballos) a 94 rpm y pesa 787 toneladas.
El mayor motor turbodiésel de 4 cilindros en línea producido en serie fue el Detroit Diesel Series 50, con un desplazamiento de 8.5 L. Se usa ampliamente en diversas aplicaciones, como autobuses, camiones o maquinaria de obra. La potencia variaba entre 250 HP y 350 HP. Fue fabricado desde 1994 hasta 2005. La Serie 50 también se comercializó como la Serie 50G, para sus versiones de gas natural comprimido y gas natural licuado.
El desplazamiento también puede ser muy pequeño, como se encuentra en algunos kei car vendidos en Japón, como el Subaru EN. Los motores de este coche, que comenzaron en 550 cc y después pasaron a 660 cc, cuentan con distribución de válvulas variable, DOHC y sobrealimentación, y dan como resultado potencias de hasta 64 HP (48 kilovatios). El motor Toyota NR de 1.2 L, sobrealimentado y con inyección directa,rinde 114 HP (85 kW) y dispone de un par máximo de 190 N·m  a bajas revoluciones (1500 rpm).

## Equilibrio y suavidad
El motor de cuatro cilindros en línea es mucho más suave que los motores de uno o dos cilindros, y esto ha hecho que se convierta en el motor de elección para la mayoría de los automóviles económicos durante muchos años. Su principal ventaja es la ausencia de vibraciones oscilantes y el uso innecesario de contrapesos para equilibrarlo, lo que hace que sea más fácil dotarlos de un carácter ágil, pudiendo cambiar de régimen de giro rápidamente. Sin embargo, tiende a mostrar un desequilibrio dinámico a altas revoluciones, porque los pistones se mueven juntos por parejas, haciendo que el desequilibrio sea el doble de fuerte que en otras configuraciones.

### Velocidad del pistón
Un motor de cuatro cilindros en línea está en equilibrio primario porque los pistones se mueven en parejas, y un par de pistones siempre se mueve hacia arriba al mismo tiempo que el otro par se mueve hacia abajo. Sin embargo, la aceleración y desaceleración del pistón es mayor en la mitad superior de la rotación del cigüeñal que en la mitad inferior, porque las bielas no son infinitamente largas, lo que resulta en un movimiento no sinusoidal. 
Como resultado, dos pistones siempre aceleran más rápido en una dirección, mientras que los otros dos aceleran más lentamente en la otra dirección, lo que conduce a un desequilibrio dinámico secundario que causa una vibración ascendente y descendente al doble de la velocidad de giro del cigüeñal. Este desequilibrio es común entre todos los motores de pistón, pero el efecto es particularmente fuerte en los motores de cuatro cilindros en línea porque los pistones siempre se mueven en parejas.
La razón de que la velocidad del pistón durante su carrera descendente (desde el punto muerto superior hasta la mitad de la carrera) sea mayor que la velocidad durante su carrera ascendente (desde el punto muerto inferior hasta la mitad de la carrera), es que la distancia desde la posición superior del cilindro con respecto al eje del cigüeñal (cuando la longitud del brazo del cigüeñal se suma a la de la biela) es mayor que la distancia desde la posición inferior del cilindro con respecto al eje del cigüeñal (cuando la longitud del brazo del cigüeñal se resta de la de la biela).
La fuerza de este desequilibrio está determinada por 1. La masa oscilante, 2. La relación entre la longitud de la biela y la carrera, y 3. La aceleración del movimiento del pistón. Por lo tanto, los motores de pequeña cilindrada con pistones ligeros muestran poco efecto, y los motores de competición suelen utilizar bielas largas (cuanto más larga es una biela, menor es proporcionalmente la diferencia entre la suma y la resta de longitudes con respecto al brazo del cigüeñal, pero también es mayor su peso). Sin embargo, el efecto crece exponencialmente con la velocidad de rotación del cigüeñal. Para paliar este problema, en algunos motores de competición con velocidades de giro muy altas se recurre a desfasar independientemente los cuatro cilindros (que ya no forman parejas), recurriéndose a una disposición denominada en inglés crossplane. Sin embargo, estas configuraciones inusuales requieren adoptar sistemas de contrapesos para evitar otros desequilibrios que se inducen.

### Uso de ejes de equilibrado

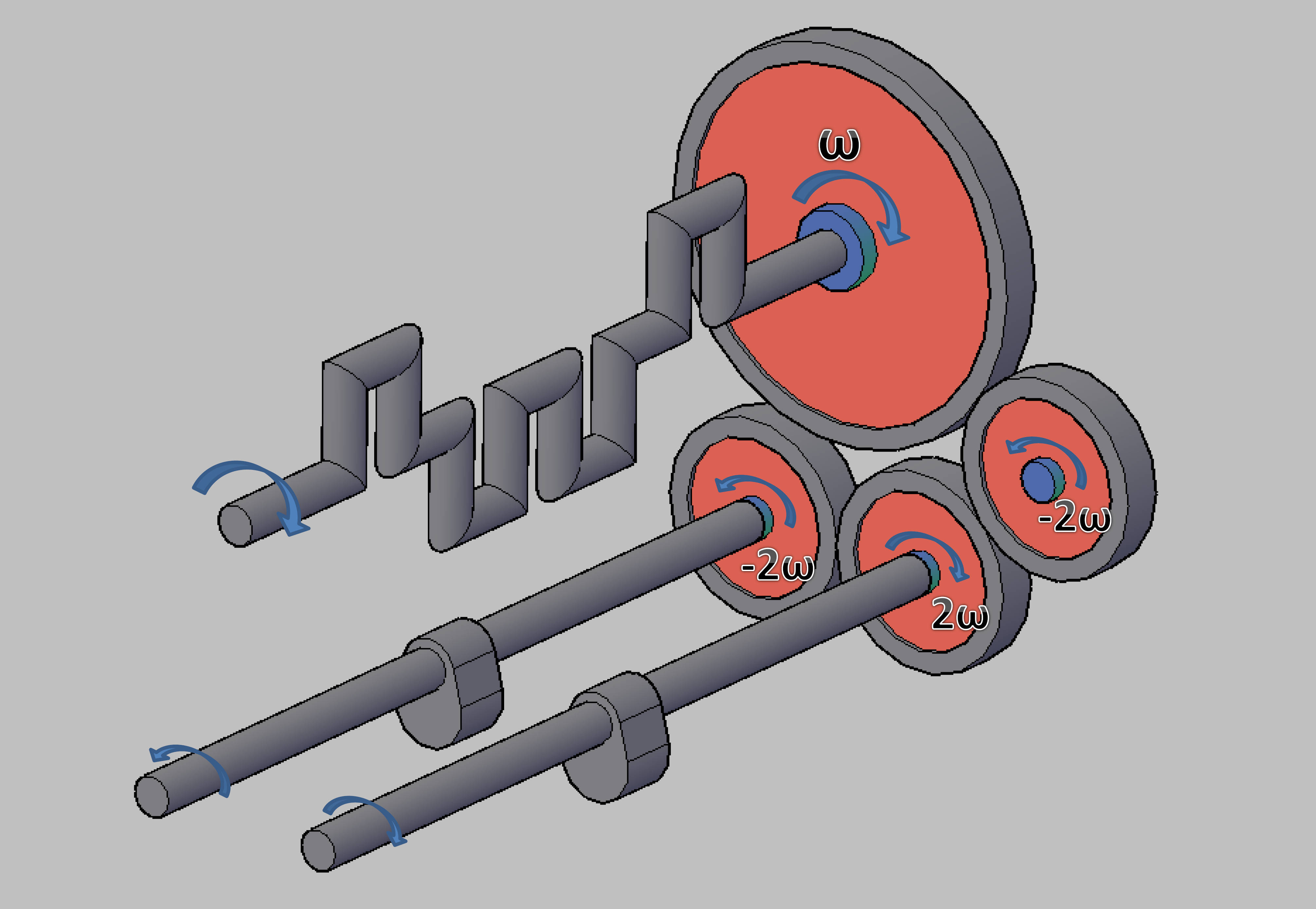
Compensación Lanchester

La mayoría de los motores L4 por debajo de 2.0 L de cilindrada dependen de sistemas de amortiguación elásticos dispuestos en los soportes de montaje para reducir las vibraciones a niveles aceptables. Por encima de 2.0 L, la mayoría de los motores L4 modernos utilizan un eje de equilibrado, con fin de eliminar las vibraciones secundarias. En el sistema inventado por Frederick Lanchester en 1911, se utilizan dos ejes de balanceo que giran en direcciones opuestas al doble de la velocidad del cigüeñal, para compensar las diferencias en la velocidad del pistón. En la década de 1970, Mitsubishi Motors patentó estos ejes equilibradores ubicándolos a diferentes alturas para contrarrestar aún más la vibración rotacional creada por el movimiento de giro a la izquierda y a la derecha de las bielas. Cuando una biela gira a la izquierda en la mitad superior de la rotación del cigüeñal, otra gira a la derecha en la mitad inferior, con las alturas del centro de gravedad (CG) de cada biela ubicadas de acuerdo con la carrera del pistón. Cuando el CG se encuentra a diferentes alturas, el movimiento de giro hacia la izquierda no puede cancelar el movimiento de giro hacia la derecha y se introduce una vibración de balanceo. Al colocar los ejes del equilibrador a diferentes alturas, se cancela esta vibración además de anularse la vibración secundaria. Porsche, Fiat, Saab y Chrysler fueron algunas de las compañías que obtuvieron la licencia de esta tecnología de Mitsubishi.
Sin embargo, en el pasado hubo numerosos ejemplos de motores L4 más grandes sin ejes de equilibrio, como el motor del Citroën DS 23 de 2347 cc que era un derivado del motor del Traction Avant; el motor Austin 2660 cc de 1948 utilizado en el Austin-Healey 100 y en el Austin Atlantic; el 3.3 L del motor SV usado en el Ford A; y el 2.5 L motor GM Iron Duke usado en una serie de automóviles y camiones estadounidenses. Los automóviles GAZ Volga soviéticos/rusos y los SUV Ulianovski Avtomobilny Zavod, furgonetas y camiones ligeros utilizaron motores de aluminio de cuatro cilindros en línea de gran calibre (2.5 o  2.9 L) sin ejes de equilibrio en los años 1950-1990. Estos motores fueron generalmente el resultado de un largo proceso de evolución incremental y su potencia se mantuvo baja en comparación con su cilindrada. Sin embargo, las fuerzas aumentan con el cuadrado de la velocidad del motor, es decir, duplicar la velocidad hace que la vibración sea cuatro veces más fuerte, por lo que algunos L4 modernos de alto régimen de giro, generalmente aquellos con un desplazamiento superior a 2.0 litros, tienen más necesidad de usar ejes de equilibrio para compensar la vibración.

### Fases de empuje no superpuestas

Animación de un motor de cuatro cilindros en línea

Los motores de cuatro cilindros también tienen un problema de suavidad, ya que las carreras de empuje (fase de explosión) de las parejas de pistones no se superponen.

Animación de un motor de seis cilindros en línea

Con cuatro cilindros y cuatro carreras para completar el ciclo de cuatro tiempos, en el mejor de los casos, cada pistón completa su carrera de empuje antes de que el siguiente pistón inicie una nueva fase de explosión, lo que se traduce en una pausa entre fases de explosión y en una entrega pulsante de potencia. 

Animación de un motor de ocho cilindros en línea

En los motores con más cilindros, las fases de explosión se superponen, lo que les da una entrega de potencia más suave y con menos vibración torsional que los L4.
Como resultado, los motores de cinco, seis, ocho, diez y doce cilindros se usan generalmente en automóviles más lujosos y caros.

### Ventajas
Los motores de 4 cilindros ofrecen algunas ventajas significativas, especialmente ligadas a una mayor economía de fabricación, uso y mantenimiento. Un bloque de aleación L4 es generalmente pequeño, compacto y liviano, lo que sirve para disminuir la masa total del vehículo, lo que generalmente permite aumentar la eficiencia del combustible en el ciclo urbano. El peso ligero de estos motores también permite desmontarlos fácilmente por motivos de revisión o de mantenimiento.
Cuando se compara con un V6 o un V8, un L4 generalmente tendrá pérdidas por fricción algo más bajas a una velocidad del motor comparable, debido a que tiene menos pistones, bielas y rodamientos, aunque la menor pérdida por fricción se compensa en la práctica por la necesidad de los L4 de operar a un régimen de giro más alto para producir la misma potencia que un motor más grande. 

Animación de un motor de cuatro cilindros

En un motor diésel, esto es un problema menor, por lo que estos motores pueden alcanzar hasta los 5 litros de cilindrada cuando se utilizan en vehículos comerciales, como autobuses o camiones pequeños.
Una de sus principales ventajas es que, como la mayoría de los motores de combustión interna utilizan el ciclo "Otto" de 4 tiempos, esto significa que con un motor de 4 cilindros es posible que al menos teóricamente un cilindro esté siempre en la fase de explosión (aunque en la práctica no suele ser así, y lo más habitual es que los cilindros trabajen en parejas, desfasados 180°), una ventaja importante en comparación con los motores de uno, dos o tres cilindros. Un L4 solo tiene una culata, una gran ventaja de cara al mantenimiento en comparación con los motores en "V", como los V6 que tienen dos culatas. En consecuencia un L4 tiene menos probabilidades de sufrir problemas de fiabilidad, ya que hay menos pérdidas por fricción que pueden causar problemas tales como sobrecalentamiento y problemas con la estanqueidad de la culata. Un motor V6 tiene un balance primario y secundario deficiente, y requiere un uso extensivo de los ejes de balanceo y de una amortiguación armónica, que en última instancia recorta la potencia máxima del motor, mientras que un motor de cuatro cilindros en línea solo requiere un eje de equilibrio pequeño para eliminar el desequilibrio secundario.
Un notable motor L4 sería el BMW Megatron M12 de 1.5 litros de Fórmula 1, que ganó el Campeonato del Mundo de Pilotos 1983 instalado en el chasis Brabham BT52 conducido por Nelson Piquet. En la segunda mitad de la temporada de Fórmula 1 de 1983, el BMW fue capaz de rendir más de 800 HP en la clasificación, mientras que durante las carreras generalmente se limitaba entre 640 y 700 HP, según las estrategias de los pilotos en cada circuito.

## Automóviles

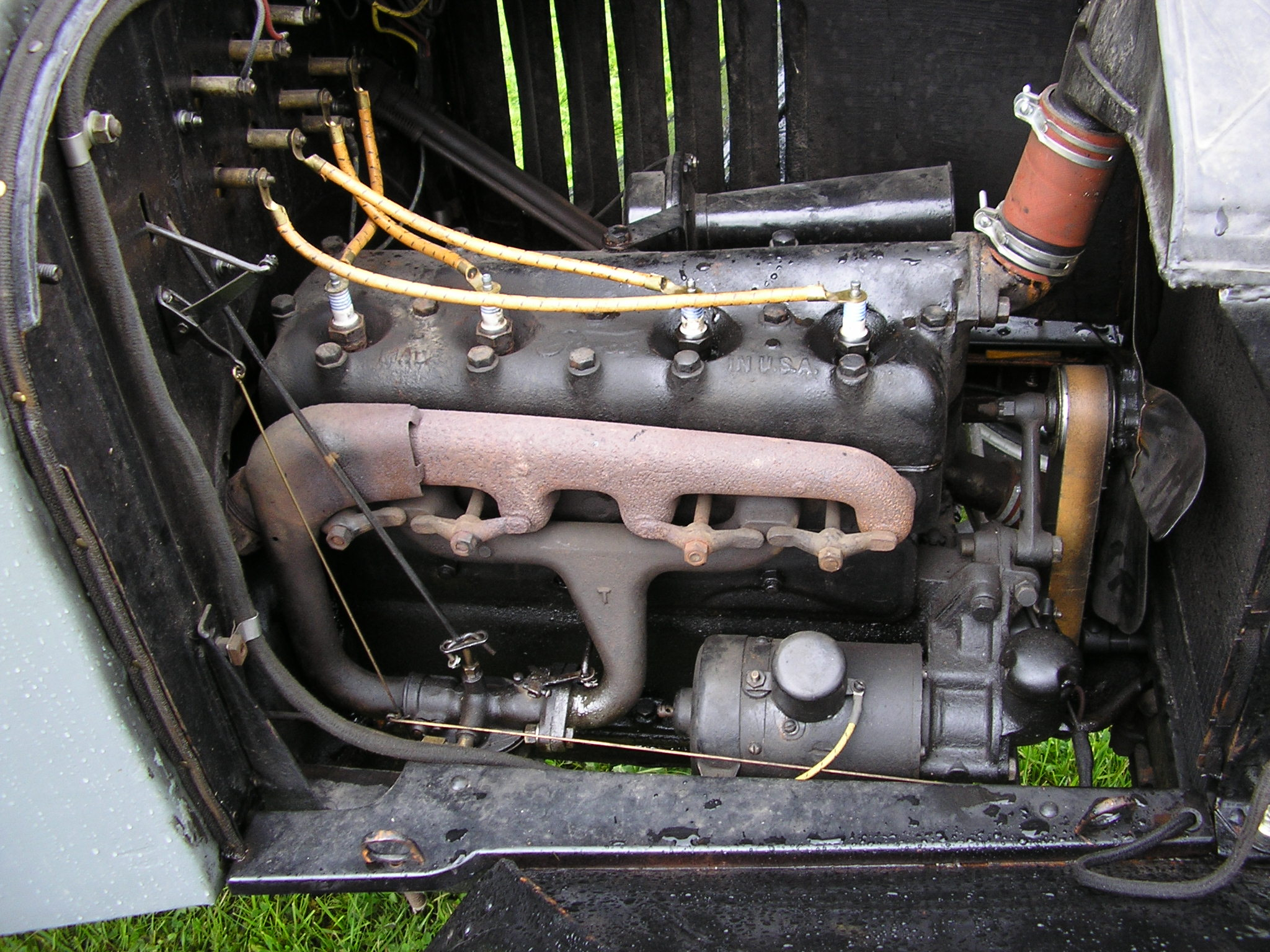
Motor de un Ford T (1908-1927)

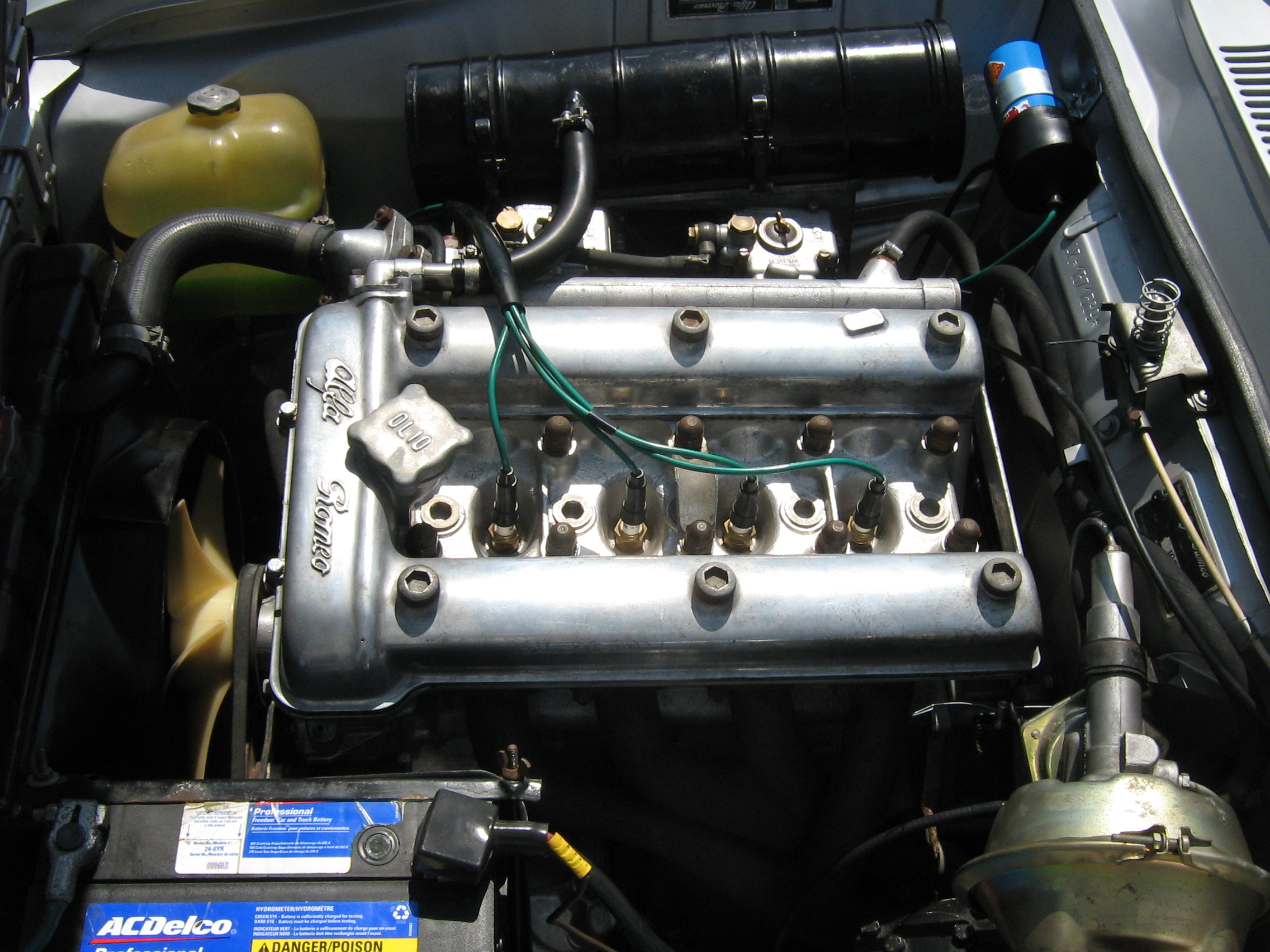
Motor Alfa Romeo 1750 GTV (1970)

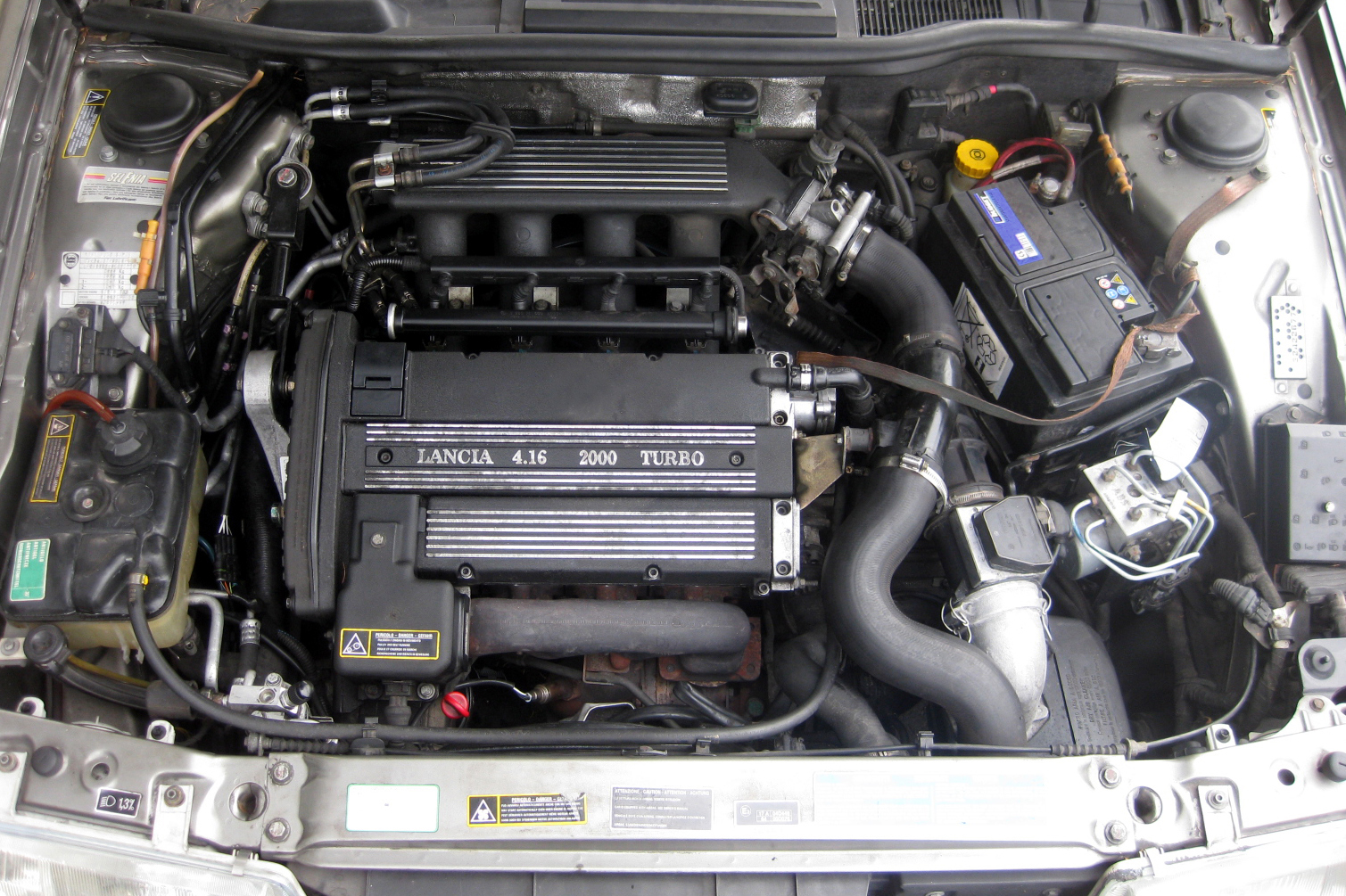
Motor Fiat Twin Cam en un Lancia

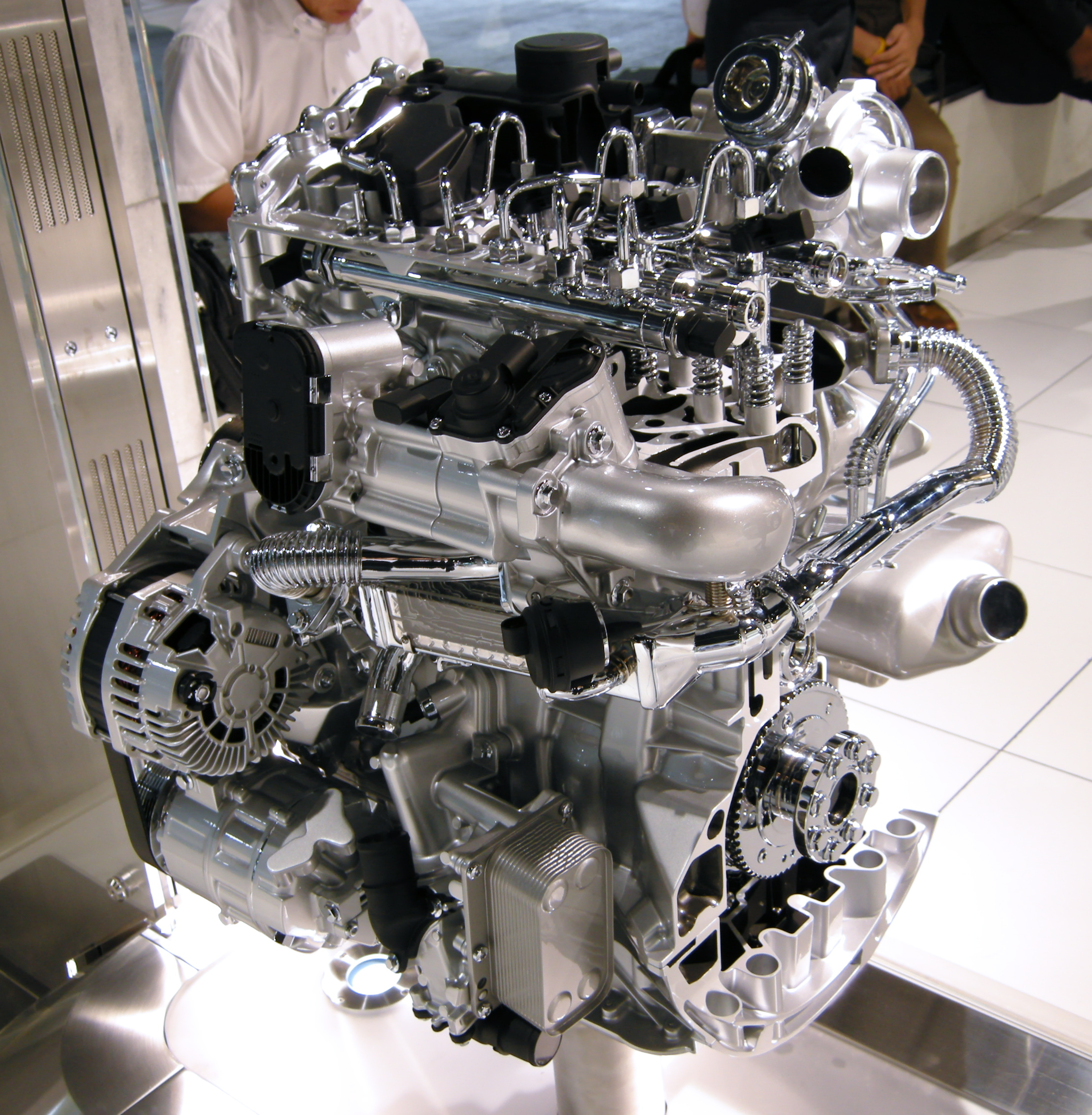
Motor Nissan M9R

Uno de los motores L4 producidos en serie más pequeños (con una cilindrada de tan solo 358 cc) impulsó el kei car Mazda P360 Carol, comercializado entre 1962 y 1970.
Sin embargo, la mayoría de estos motores pequeños se han fabricado con cilindradas en el entorno de los 700 cc. Se podría establecer un límite superior práctico en la gama de los 2.5 L para automóviles de serie modernos.
El empleo de ejes de equilibrio permitió que Porsche utilizara un motor L4 de 3.0 L (2990 cc) en modelos de carretera como el 944 S2,
pero el motor moderno de gasolina L4 más grande fue el Pontiac L4 de 3186 cc, producido a partir de una de las dos bancadas del V8 de 6373 cc para el lanzamiento del Tempest en 1961.
Uno de los L4 producidos para un automóvil de serie es el montado en el Mitsubishi Pajero 3.2 DI-D de 3200 cc que rinde 165 HP (123 kilovatios) a 3500 rpm (en Europa, 200 HP) y 381 N·m a 2000 rpm. El motor tiene un diámetro de 98,5 mm (3,9 pulgadas) y una carrera de 105 mm (4,1 pulgadas).
Otro L4 de gran cilindrada es el Vortec 2900 de General Motors, instalado en las camionetas pequeñas GMC Canyon y Chevrolet Colorado. Comparte el diámetro 95,5 mm (3,8 pulgadas) y la carrera 102 mm (4.0 in) con el Vortec 3700, todavía más grande. La última versión del Vortec 2900, el LLV, desplaza 2.9 L (2921 cc, 178 in ) y produce 185 HP (138 kilovatios) a 5600 rpm y 264 N·m a 2800 rpm. El giro máximo del motor es de 6300 rpm. Otro ejemplo de un L4 muy grande es el motor de la serie UMZ 421 ruso, de 2,89 L
A principios del siglo XX, existían motores todavía más grandes, tanto en los coches de carretera como en los deportivos. Debido a la ausencia de regulaciones del límite de cilindrada, los fabricantes fueron incrementado el desplazamiento de los motores. Para lograr una potencia del orden de 100 HP (75 kilovatios), la mayoría de los fabricantes de motores simplemente aumentaron la cilindrada, que a veces podía alcanzar más de 10.0 L. El cuatro en línea más grande jamás fabricado fue el motor de 28.3 L utilizado en el Fiat S76 de 1911. Estos motores funcionaban a muy bajas revoluciones, a menudo a menos de 1500 rpm como máximo, con un rendimiento unitario de aproximadamente 10 HP/litro. La industria de tractores de Estados Unidos, tanto agrícolas como industriales, dependía de grandes unidades de potencia de cuatro cilindros hasta principios de la década de 1960, cuando los diseños de seis cilindros se hicieron cada vez más asequibles. International Harvester construyó un gran motor de 5.7 litros de cuatro cilindros para sus tractores de la serie WD-9.
Entre otros motores tecnológicamente o históricamente notables que han utilizado esta configuración, se incluyen:
- Motor Alfa Romeo Twin Cam: uno de los primeros motores de levas gemelas producidos en serie desde 1954. También fue el primer motor fabricado en serie con distribución de válvulas variable.
- Motor BMC A-Series: el primer motor que se usó en un tren de transmisión transversal que impulsa las ruedas delanteras de un automóvil producido en serie (Mini).
- Motor Chevrolet Cosworth Vega - 2.0 L, bloque y culata de aluminio, DOHC, 16 válvulas, inyección electrónica de combustible, cabezal de acero inoxidable.
- Motor Dodge A853: motor turbo con intercambiador de calor SRT-4, estableció el récord de velocidad en tierra para coches de serie con motor de 4 cilindros en el Salar de Bonneville.
- Motor Fiat Twin Cam: uno de los primeros motores twincam fabricado en masa, producido desde 1959.
- Motor Ford Model T: uno de los motores más producidos de la historia.
- Motor GM Quad-4: motor Oldsmobile de doble cámara incluido en automóviles GM pequeños y deportivos.
- Motor Honda ED: primer uso de la tecnología CVCC de Honda.
- Motor Honda F20C: con 2.0 L y 250 HP (186 kilovatios), ofrecía la potencia específica más alta de su época, particularmente notable porque se logró sin sobrealimentación.
- Motor Mitsubishi Sirius: incluye el 4G63, con la salida específica más alta de un motor de serie turboalimentado, montado en el Lancer Evolution FQ-400 disponible en el Reino Unido (202.9 HP/L)
- Motor Triumph Slant-4: el primer motor multiválvulas producido en serie por Triumph y uno de los primeros con turbocompresor para Saab.
- Motor Willys L-134: apodado Go Devil, alimentó el Jeep de la Segunda Guerra Mundial y los modelos de posguerra. En particular, era un motor subcuadrado con un diámetro de 79.4 mm y una carrera de 111.1 mm.

A finales de los años 2000, los fabricantes de automóviles hicieron esfuerzos para aumentar la eficiencia del combustible y reducir las emisiones. Debido al alto precio del petróleo y a la recesión económica, la proporción de vehículos nuevos con motores de cuatro cilindros en línea ha aumentado considerablemente a expensas de los motores V6 y V8. Esto es particularmente evidente en los vehículos de tamaño mediano, donde un número decreciente de compradores elegía las opciones V6 de mayor rendimiento.

### Uso en las carreras

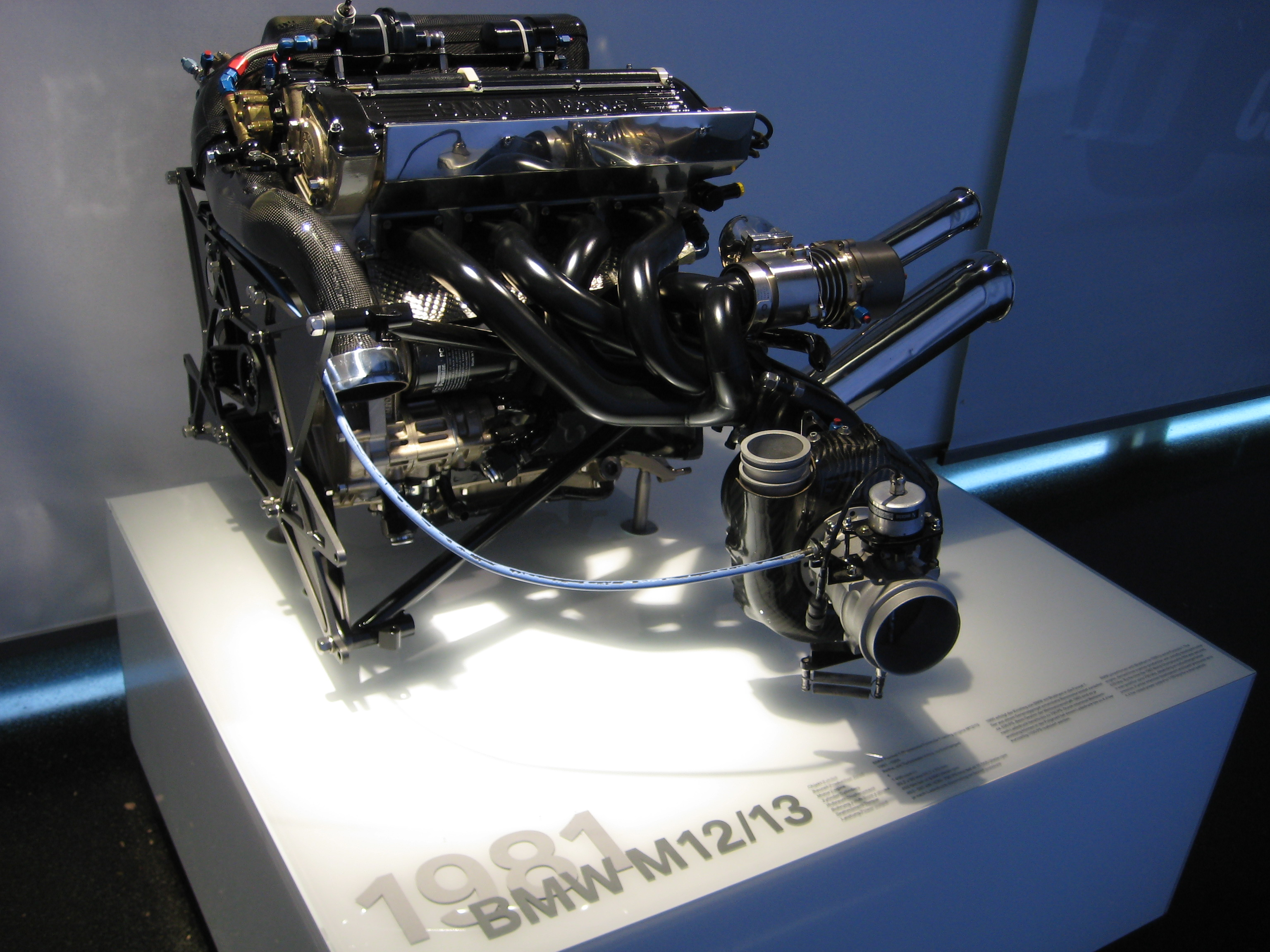
Motor BMW M12/13 de Fórmula 1

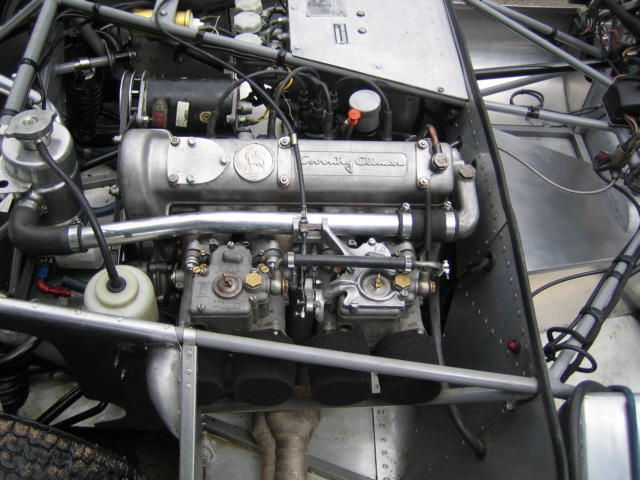
Motor Coventry Climax de 1098 cc

En 1913, un Peugeot conducido por Jules Goux ganó las 500 Millas de Indianápolis. Este coche estaba impulsado por un motor L4 diseñado por Ernest Henry, cuyo diseño ejerció una prolongada influencia en los motores de competición posteriores, ya que por primera vez se habían utilizado dos árboles de levas en cabeza (DOHC) y cuatro válvulas por cilindro, un diseño que se convertiría en el estándar hasta la actualidad.
Este Peugeot se vendió al piloto estadounidense "Wild Bob" Burman, que rompió el motor en 1915. Como Peugeot no pudo entregar un nuevo motor durante la Primera Guerra Mundial, Burman le pidió a Harry Miller que construyera un nuevo motor. Con John Edward y Fred Offenhauser, Miller creó un motor L4 inspirado en el Peugeot. Esta  sería la versión inicial del motor que dominaría las 500 Millas de Indianápolis hasta 1976, primero con la marca Miller y luego con Offenhauser. Los Offenhauser lograron cinco victorias consecutivas en Indianápolis entre 1971 y 1976, y no fue hasta 1981 cuando fueron relegados por motores como el Cosworth V8.
Muchos coches producidos para la categoría voiturette (antecedentes de Fórmula 1) antes de la Segunda Guerra Mundial utilizaban diseños de motores con cuatro cilindros en línea y 1.5 L. Los motores sobrealimentados encontraron el camino del éxito en coches como el Maserati 4CL y en varios modelos de English Racing Automobiles (ERA). Estos diseños se recuperaron después de la guerra, y formaron la base de lo que más tarde se convertiría en la Fórmula 1, aunque los Alfettas con motor de ocho cilindros en línea sobrealimentado dominarían los primeros años del campeonato.
Otro motor que jugó un papel importante en la historia de las carreras es el Ferrari de cuatro cilindros en línea diseñado por Aurelio Lampredi. Concebido originalmente con 2 L de cilindrada para el Ferrari 500 de Fórmula 2, evolucionó a 2.5 L para competir en Fórmula 1 instalado en el Ferrari 625. Para las carreras de automóviles deportivos, la capacidad se incrementó hasta 3.4 L en el Ferrari 860 Monza.
Otro motor L4 muy exitoso fue el Coventry Climax, originalmente diseñado por Walter Hassan con 1.5 L para la Fórmula 2, se amplió a 2.0 L para la Fórmula 1 en 1958, y se convirtió en el gran FPF de 2495 cc que ganó el campeonato de Fórmula 1 montado sobre un chasis Cooper en 1959 y 1960.
En la Fórmula 1, la década de 1980 estuvo dominada por los L4 de 1.500 cc turboalimentados. El BMW modelo M12/13 turbo fue notable en la época por sus altas compresiones y rendimiento. El motor de Fórmula 1 turboalimentado de cuatro cilindros en línea con bloque de hierro fundido, basado en el motor estándar BMW M10 introducido en 1961, impulsó los Fórmula 1 de Brabham, Arrows y Benetton y ganó el campeonato mundial en 1983. En los años 1986 y 1987, la versión M12/13/1 se inclinó lateralmente 72° para usar en el Brabham BT55 extremadamente bajo. Desafortunadamente, el diseño no tuvo éxito, probablemente debido a problemas de sobrecalentamiento provocados el estrecho espacio donde iba alojado. Se dijo que el motor de 1986 producía alrededor de 1300 HP (969 kilovatios) en las pruebas de calificación.

## Motocicletas

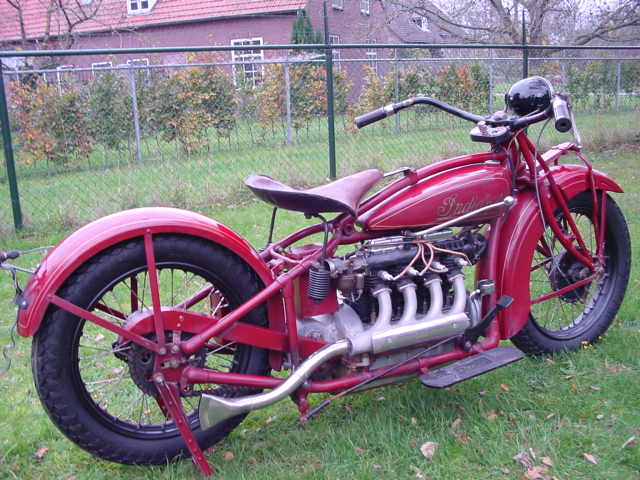
Una Indian de 1928 con motor L4

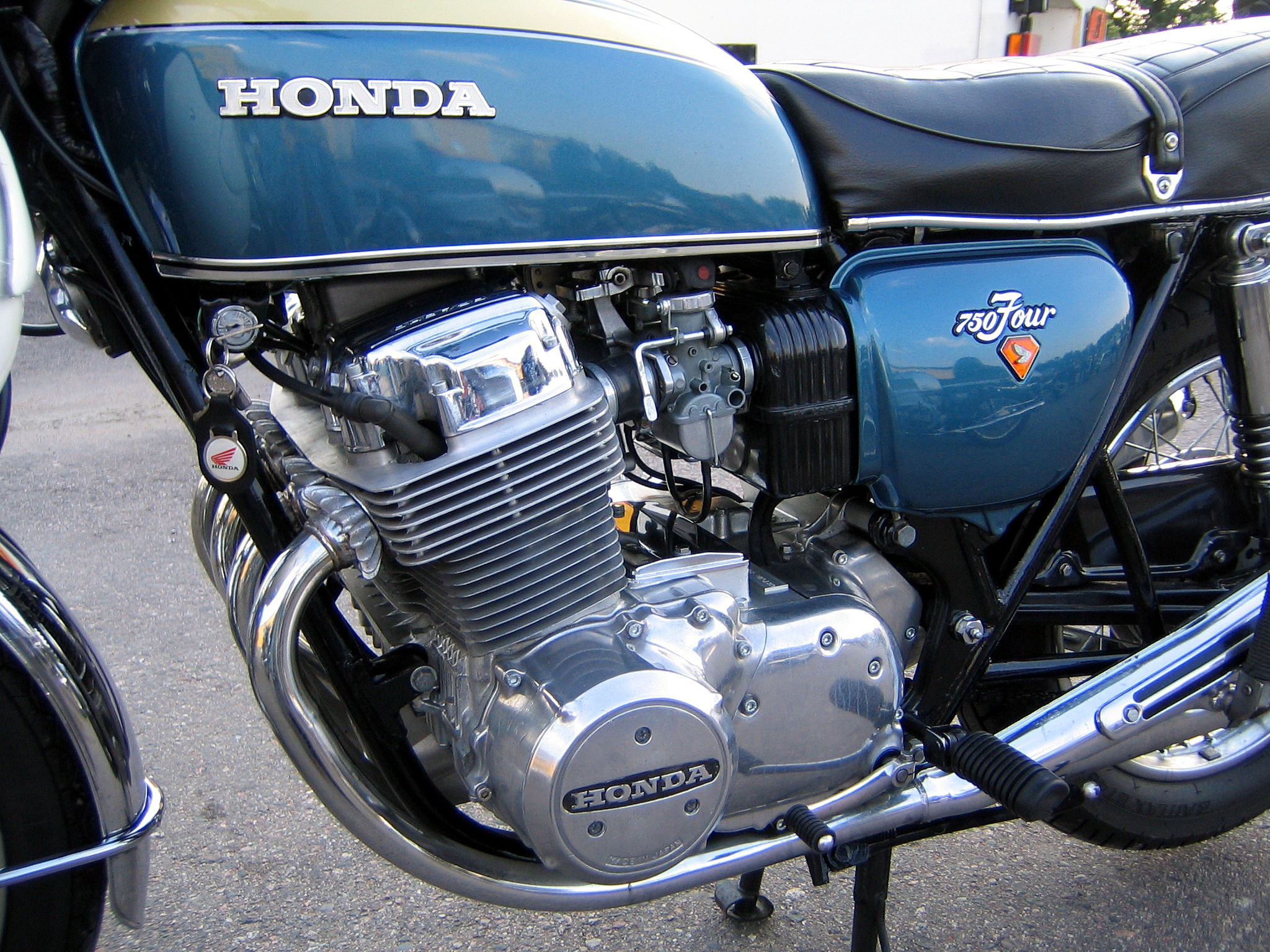
Motor de una Honda CB750

El fabricante belga de armas FN Herstal, que había estado produciendo motocicletas desde 1901, comenzó a construir las primeras motocicletas con motores de cuatro cilindros en línea en 1905. La FN Four tenía su motor montado verticalmente con el cigüeñal dispuesto longitudinalmente. Otros fabricantes que utilizaron este diseño incluyen a Pierce, Henderson, Ace, Cleveland e Indian en los Estados Unidos, a Nimbus en Dinamarca, a Windhoff en Alemania y a Wilkinson en el Reino Unido.
La primera motocicleta con un motor de 4 cilindros dispuesto transversalmente con respecto al cuadro fue la Gilera 500 Rondine de 1939. Este motor disponía de un doble árbol de levas, sobrealimentación de inducción forzada y estaba refrigerado por agua. Los motores L4 de motocicleta modernos se hicieron populares con las Honda CB750 y su motor SOHC introducido en 1969, y los modelos siguientes aparecidos en la década de 1970. Desde entonces, el L4 se ha convertido en una de las configuraciones de motor más comunes en las motocicletas de calle. Fuera de la categoría motocicletas de crucero, el L4 es la configuración más común debido a su relación costo-rendimiento relativamente alta. Todos los principales fabricantes japoneses de motocicletas ofrecen modelos con este tipo de motores, al igual que MV Agusta y BMW. Las primeras motocicletas BMW con motor L4 lo llevaban montado horizontalmente en el bastidor, pero todas las motocicletas BMW de cuatro cilindros actuales tienen motor transversal. La moderna compañía Triumph ha ofrecido motocicletas con motores de cuatro cilindros en línea, aunque se abandonaron a favor de los tricilíndricos.
También existen motores de motocicleta L4 con cilindradas de hasta 250 cc, como por ejemplo el de la Honda CBR250 de 1986.
La Yamaha R1 de 2009 disponía de un motor L4 que utilizaba un cigüeñal crossplane, que evita que los pistones alcancen simultáneamente el punto muerto superior. Esto da como resultado un mejor equilibrio dinámico, que es particularmente beneficioso en el rango de revoluciones más alto, y la teoría del big-bang firing order dice que la entrega irregular del par al neumático trasero hace que el deslizamiento en las curvas a velocidades de carrera sea más fácil de controlar.

## Camiones
Honda fabricó entre 1963 y 1967 un motor L4 de 356 cc para el camión T360. Se han visto motores mucho más grandes (hasta 6.1 L) en tractores (Kubota M135X) y para su uso en camiones medianos (Isuzu Forward, Hino Ranger), especialmente diésel (uno de los más potentes es el motor MAN D0834 con 220 HP (164 kW) y 850 N·m)